# Свято «Галушки» (с. Лютенька)

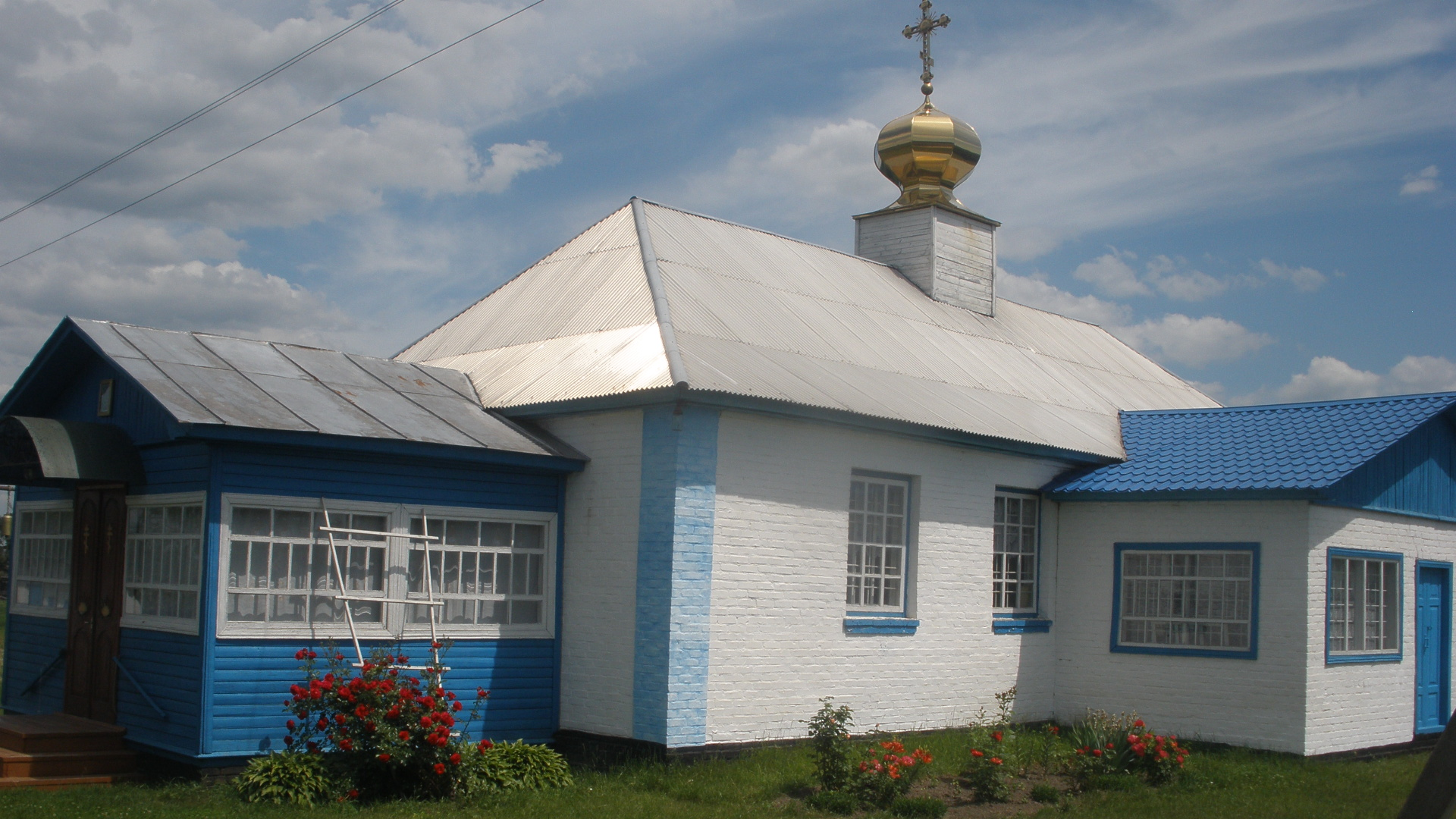
Свято Успенська церква (молитовний будинок) села Лютенька 2016

Свято "Галушки"- місцева традиція у селі Лютенька яка проводиться на день храмового свята, 28 серпня (Успіння Пресвятої Богородиці), коштами місцевої релігійної громади.

## Історія
За усними переказами традиція бере початок від будівництва Свято Успенського храму 1686 р. Гадяцький полковник Миха́йло Борохович (меценат) годував будівельників галушками (будувати храм сходилися жителі навколишніх поселень нині Гадяцького, Зіньківського та Миргородського районів). Відтоді щороку 28 серпня, на храмове свято, цією стравою пригощають і селян. Традиція була майже знищена радянської владою. Окремі мешканці села намагалися  відзначали храмове свято і в роки репресій. 
Відновлення традиції почалося з 1990-х років, після утворення в селі Лютенька релігійної громади, протоієреєм Іоаном (Кавчак). Остаточне відновлення традиції відбулося після 2007 року, коли релігійну громаду очолив протоієрей Василь (Лило)

## Опис свята
Подія проводиться на церковному подвір'ї Свято-Успенської церкви села Лютенька. Всі святкові страви готуються на відкритому вогні, у казанах. Продукти закуповуються на благодійні пожертви парафіян, частину продуктів приносять місцеві жителі та фермери.
Традиційно святкування відбувається після святкового богослужіння на честь Успіння-Пресвятої Богородиці. Після хресного ходу навколо храму, священик освячує трапезу, після чого всі сідають за стіл. До святкування запрошуються усі охочі, нерідкість зустріти людей інших конфесій під час святкування. Головна страва галушка, яку настромлюють на дерев'яну полочку. 

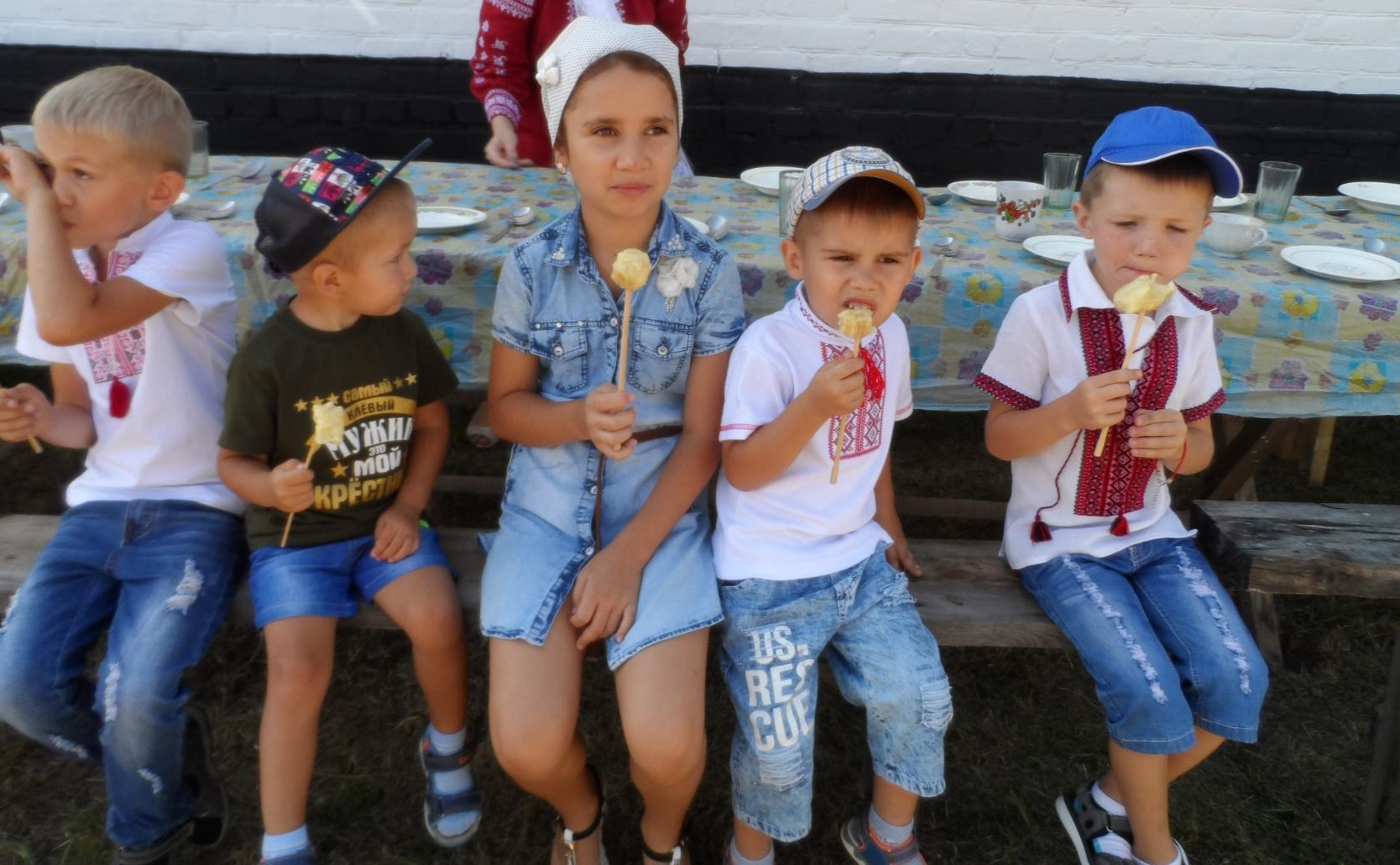
Діти їдять традиційні галушки.

## Див.також
- Свято-Успенська церква (Лютенька)

- Лютенька (Гадяцький район)
- Свято-Успенська церква руїни
- Всіхсвятська церква (Гадяч)
- Михайло Борохович
- Церква Успіння Пресвятої Богородиці (с.Лютенька)